# Sandy Allen
Sandra "Sandy" Elaine Allen (18 de junio de 1955 - 13 de agosto de 2008) fue la mujer más alta del mundo según consta en el libro Guinness de los récords. Medía 2,31 m (7′ 7″). 
Sandra Allen vino al mundo en Chicago, Estados Unidos. Al nacer tuvo un peso normal de 2.95 kg (6 lb). Pero a los 10 años ya medía 1,90 m (6′ 3″) y a los 16 años 2,16 m (7′ 1″). En julio de 1977, a los 22 años, paró su crecimiento a través de una operación de glándula pituitaria. Allen daba charlas en iglesias y escuelas donde contaba a los niños que «ser diferente era bueno».

## Salto a la fama
En 1974, saltó a la fama por la búsqueda publicitada de un novio de su talla. Gracias a esta promoción de su caso le dieron el papel de Angelina, la Giganta de la película Casanova (1976) de Federico Fellini. Tras estos acontecimientos, consiguió su primera cita con un hombre de Illinois que daba el requisito de la altura, aunque 18 centímetros más bajo que ella.
En 1981, en la película Side show, interpretó el personaje Goliatha. Durante los años 1980 y 1990 trabajó para varios programas de televisión, además de escribir un libro con el título de Cast a giant shadow. 
A pesar de los intentos por encontrar pareja, permaneció siempre soltera, incluso en ocasiones fue rechazada por ser una mujer alta. Los últimos años tuvo que usar silla de ruedas para desplazarse, ya que sus piernas no resistían el peso de su cuerpo. 
En el momento de su muerte, muchos sitios web la identificaron incorrectamente como la segunda mujer más alta, después de la china Yao Defen.

### En inglés
- Sandy Allen en Internet Movie Database (en inglés).
- Article on Sandy and her video - Education World.

- Datos: Q443807